# كيم تاي هي (ممثلة)
كيم تاي هي (الهانغل: 김태희، من مواليد 29 مارس 1980) هي الممثلة الكورية الجنوبية. و هي مشهورة بأدوارها في الدراما الكورية قصة حب في جامعة هارفارد، سلما لسماء، آيريس، أميرتي، عيش بالحب.

## فيلموغرافيا

### مسلسلات تلفزيونية
| عام  | عنوان                       | الدور         | ملاحظة          |
| ---- | --------------------------- | ------------- | --------------- |
| 2002 | دعنا نذهب                   | تاي-هي        |                 |
| 2003 | شاشة                        | كيم سو-هيون   |                 |
| 2003 | مشكلة في منزل أخي الأصغر    | بار سو-جين    |                 |
| 2003 | سلم للسماء                  | هان يو-ري     |                 |
| 2004 | الحب المحظور                | يون شيي-ايون  |                 |
| 2004 | قصة حب في هارفارد           | لي سو-ان      |                 |
| 2009 | آيريس                       | تشوي سيونغ هي |                 |
| 2011 | اميرتي                      | لي سيول       |                 |
| 2011 | 99 يومًا مني و S et al.      | هان يو نا     | دراما اليابانية |
| 2013 | جانغ أوك جونغ ، العيش بالحب | جانغ اوك جونغ | [ 5 ]           |
| 2015 | يونغ بال                    | هان يوو-جين   | [ 6 ]           |
| 2020 | مرحبا وداعا ماما!           | تشا يوري      | [ 7 ]           |
| 2023 | أكاذيب مخبأة في حديقتي      | غوو-ران       | [ 8 ] [ 9 ]     |

## روابط خارجية
- كيم تاي-هي على نافير (بالكورية)
- مقهى معجبي كيم تاي هي على داوم (بالكورية)
- كيم تاي هي على سينا ويبو. (بالصينية)
- الموقع الإلكتروني الرسمي لي كيم تاي هي باليابانية نسخة محفوظة 22 مارس 2012 على موقع واي باك مشين. (باليابانية)
- كيم تاي هي على موقع IMDb (الإنجليزية)
- كيم تاي هي على موقع قاعدة بيانات الفيلم (الإنجليزية)
- كيم تاي هي على قاعدة بيانات الأفلام الكورية
- كيم تاي هي في هانسينما